# Kočo Racin
Kočo Racin, nato Kosta Solev (in macedone Кочо Рацин e Коста Солев; Veles, 22 dicembre 1908 – Kičevo, 13 giugno 1943), è stato un poeta e scrittore macedone, considerato uno dei padri della moderna letteratura in lingua macedone.

## Biografia
Nacque a Veles, nel 1908, figlio di un povero vasaio, Apostol Solev. A causa della indigenza della sua famiglia, passati i 13 anni non poté più permettersi gli studi e, abbandonata la scuola, dovette iniziare a lavorare al tornio nell'officina paterna. Questa esperienza lo rese consapevole delle difficoltà e della miseria in cui versavano gli operai e gli artigiani, e lo avvicinò alle istanze del movimento dei lavoratori. Raggiunta l'età adulta, si iscrisse perciò al Partito Comunista di Jugoslavia (KPJ) diventandone uno dei membri più attivi nel periodo fra le due Guerre. Nel 1928 partecipò al IV Congresso del Partito che si tenne a Dresda, in qualità di unico rappresentante macedone. Per queste sue attività venne arrestato dalla polizia nel 1934, e dovette scontare due anni in un carcere di Sremska Mitrovica.
Nel settembre 1940 venne espulso dal Partito, con l'accusa di agire in maniera eccessivamente autonoma e indipendente dalle decisioni del movimento. Nel 1941, dopo la capitolazione del Regno di Jugoslavia ed il suo passaggio sotto il giogo nazista, Racin riparò in Bulgaria, dove trovò impiego come operaio ferroviario a Sofia. Tuttavia, dopo la morte di Kole Nedelkovski, ucciso proprio a Sofia dalla polizia bulgara, si convinse che nemmeno quella città fosse sicura, e tornò a Skopje. Qui venne comunque arrestato dalla polizia nazista, imprigionato e torturato nel villaggio di Kornica, vicino Nevrokop. Dopo il suo rilascio, si unì ai partigiani, partecipando così alla Resistenza jugoslava sia con le armi che con l'attività di scrittore. Rimase ucciso, in circostanze poco chiare, in un incidente avvenuto nei pressi di Kičevo.

## Opere

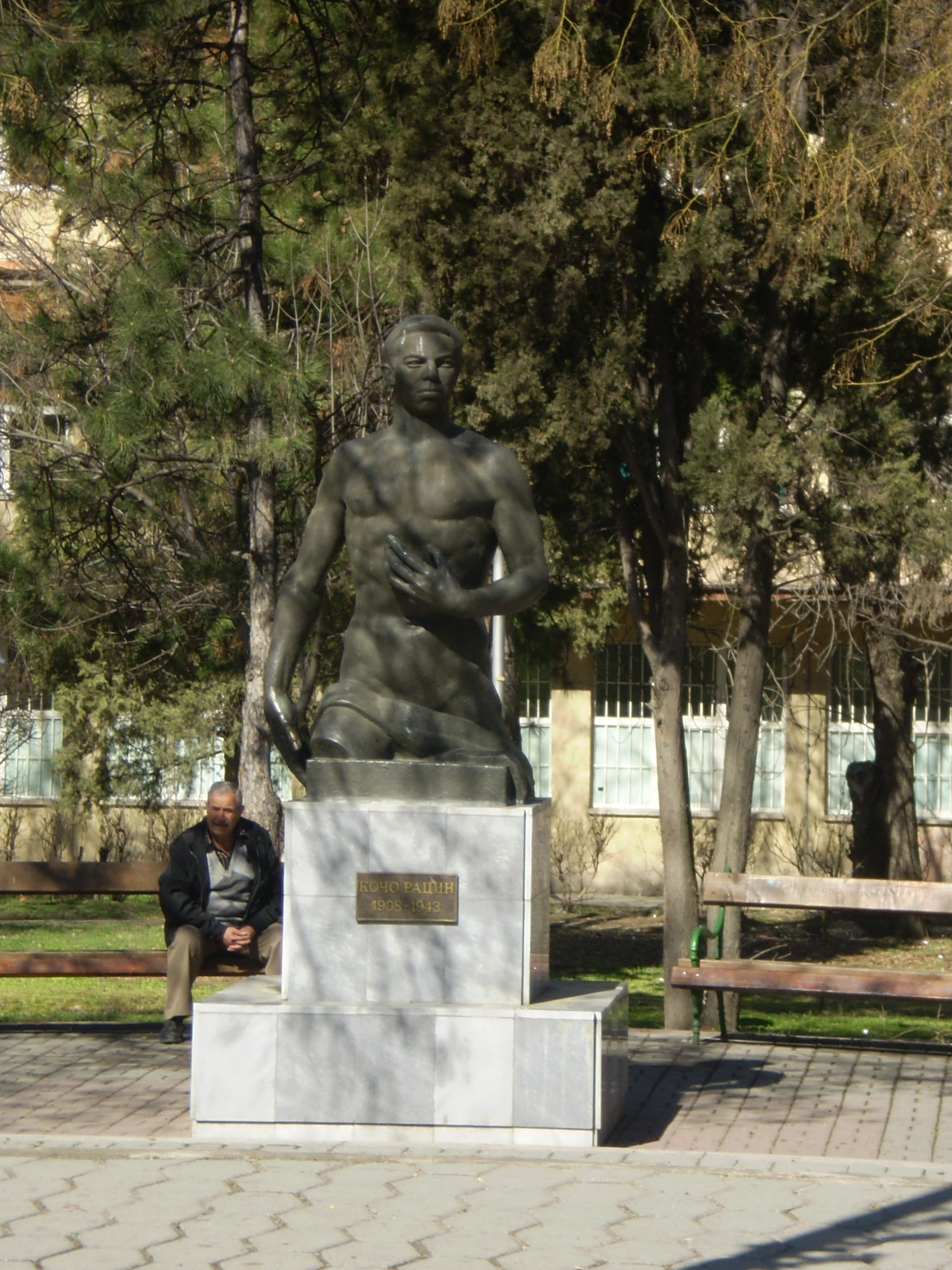
Monumento a Racin nella città natale di Veles

L'opera di Racin come scrittore iniziò nel 1928; a partire da quella data iniziò infatti a pubblicare poesie, canzoni, racconti ma anche articoli e saggi di stampo politico, storico e letterario su varie riviste. In particolare, un suo saggio dal titolo Sullo sviluppo di una nuova letteratura gettò appunto le basi per una riforma delle Lettere macedoni, indicando come l'unica via possibile per il rinnovamento passasse, a suo parere, per una riscoperta dell'antico e ricco folklore macedone, rinnovato però dai moderni temi sociali. In campo poetico, la sua opera di maggior rilievo è la breve raccolta poetica Albe candide (in macedone Бели мугри, Beli mugri), che venne pubblicata a Zagabria nel 1933.